# اورپوند
اورپوند (به لاتین: Orpund) یک بخش در سوئیس است که در کانتون برن واقع شده‌است. اورپوند ۲٬۶۲۸ نفر جمعیت دارد.

## خواهرخوانده
شهر برتنیتسه خواهرخواندهٔ اورپوند هست.